# Vinohrady (chráněný areál)
Vinohrady je chráněný areál v Chráněné krajinné oblasti Cerová vrchovina.
Nachází se v katastrálním území obce Chrámec v okrese Rimavská Sobota v Banskobystrickém kraji. Území bylo vyhlášeno či novelizováno v roce 1999 na rozloze 35,7860 ha. Ochranné pásmo nebylo stanoveno. Předmětem ochrany je teplomilné rostlinné a živočišné společenství.